# Claudia Lee

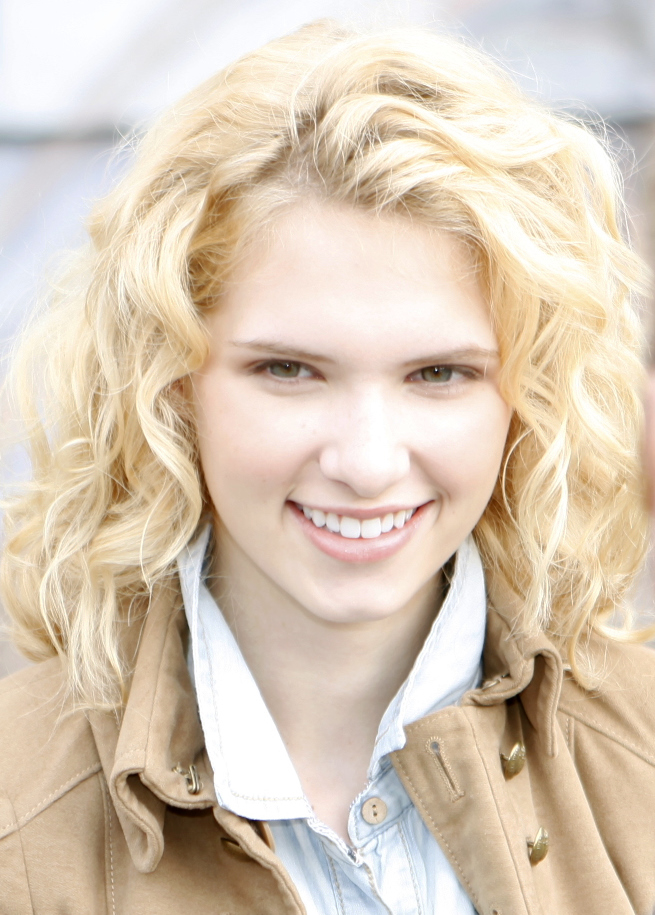
Claudia Lee, 2011

Claudia Lee (* 20. Juni 1996 in Lafayette, Indiana als Claudia Lee Mirkowski) ist eine US-amerikanische Schauspielerin, Sängerin und Songwriterin.

## Leben
Lee, die väterlicherseits polnischer Abstammung ist, besuchte in den Sommermonaten oft das polnische Poznań, um dort die Sprache ihres Vaters zu lernen.
Bereits in frühester Kindheit begann sie mit Tanzunterricht. Während eines Sommercamps der School of Creative and Performing Arts (SOCAPA) in Vermont wurde sie einem Casting-Agenten vorgestellt. Lee zog daraufhin mit ihrer Familie im Januar 2010 nach Los Angeles, wo sie bald erste Rollen in Werbespots und Kurzfilmen erhielt. Seit 2011 spielt sie in der Fernsehserie Hart of Dixie die Rolle der Magnolia Breeland. Im März 2014 hatte beim Sender Fox die Comedyserie Surviving Jack Premiere, in der Lee die Rolle von Christopher Melonis Tochter Rachel Dunlevy spielt.
Gemeinsam mit dem Musikproduzenten entstanden auch erste Musikaufnahmen. Ihre erste Single It Gets Better, die vom It Gets Better Project inspiriert wurde, erschien im November 2010. Die zweite Single Hollywood Sunset folgte im September 2011. Das Debütalbum Here Right Now wurde im Februar 2012 veröffentlicht.
2013 trat sie in der Comicverfilmung Kick-Ass 2 auf.

## Filmografie (Auswahl)
- 2010: The Circus Girl (Kurzfilm)
- 2011: Zeke und Luther (Zeke and Luther, Fernsehserie, 4 Episoden)
- 2011–2015: Hart of Dixie (Fernsehserie, 29 Episoden)
- 2013: Kick-Ass 2
- 2014: Surviving Jack (Fernsehserie, 8 Episoden)
- 2015: The Girl in the Photographs
- 2016: Das Leben und Riley (Girl Meets World, Fernsehserie, Episoden 3x01–3x02)
- 2017: Cool Girls (The Outcasts)
- 2017: In the Vault (Fernsehserie, 13 Episoden)
- 2018: Famous in Love (Fernsehserie, 8 Episoden)
- 2021: Wild Indian
- 2021: Send It!

## Diskografie
Album
- 2012: Here Right Now

Singles
- 2010: It Gets Better
- 2011: Hollywood Sunset
- 2012: 3 Leaf Clover
- 2012: Take My Hand